# Джуно (Аляска)
Джу́но (англ. Juneau [ˈdʒuːnoʊ], эским. Tisaantikii Hiinii, Tsuungaq, тлингит. Dzánti K’ihéeni) — город в США, административный центр штата Аляска. Население — 33 026 человек (2015).
Город основан в 1881 году, вскоре после открытия здесь месторождения золота. Назван в честь золотоискателя Джозефа Джуно (фр. Joseph Juneau).

## История
Задолго до появления европейских поселений в Америке пролив Гастино был излюбленным местом промысла местного индейского племени тлинкитов, населявшего эти места тысячи лет. Их культура была богата художественными традициями, включающими резьбу по дереву, ткачество, пение и танцы. Тлинкиты также славились своей воинственностью. Район нынешнего Джуно был местом встреч и торговли (а иногда и вооруженных столкновений) для тлинкитов, хайда и цимшианов – племён проживавших на юго-востоке Аляски.
Первым европейцем, посетившим эти места, стал Джозеф Уидби, капитан корабля HMS Discovery во время экспедиции Джорджа Ванкувера 1791—1795 годов, исследовавший регион в июле — августе 1794 года. В начале августа он исследовал пролив Гастино с юга, отметив небольшой остров в середине канала. Он оставил запись в судовом журнале, что канал не судоходен и замерзает зимой.
В 1880 году в городе Ситка горный инженер Джордж Пилц предложил награду любому местному жителю, который может привести его к золотоносному руднику. Его направили к проливу Гастино. Экспедицию организовали исследователи Джо Джуно и Ричард Харрис, впоследствии нашедшие самородки на берегах пролива.

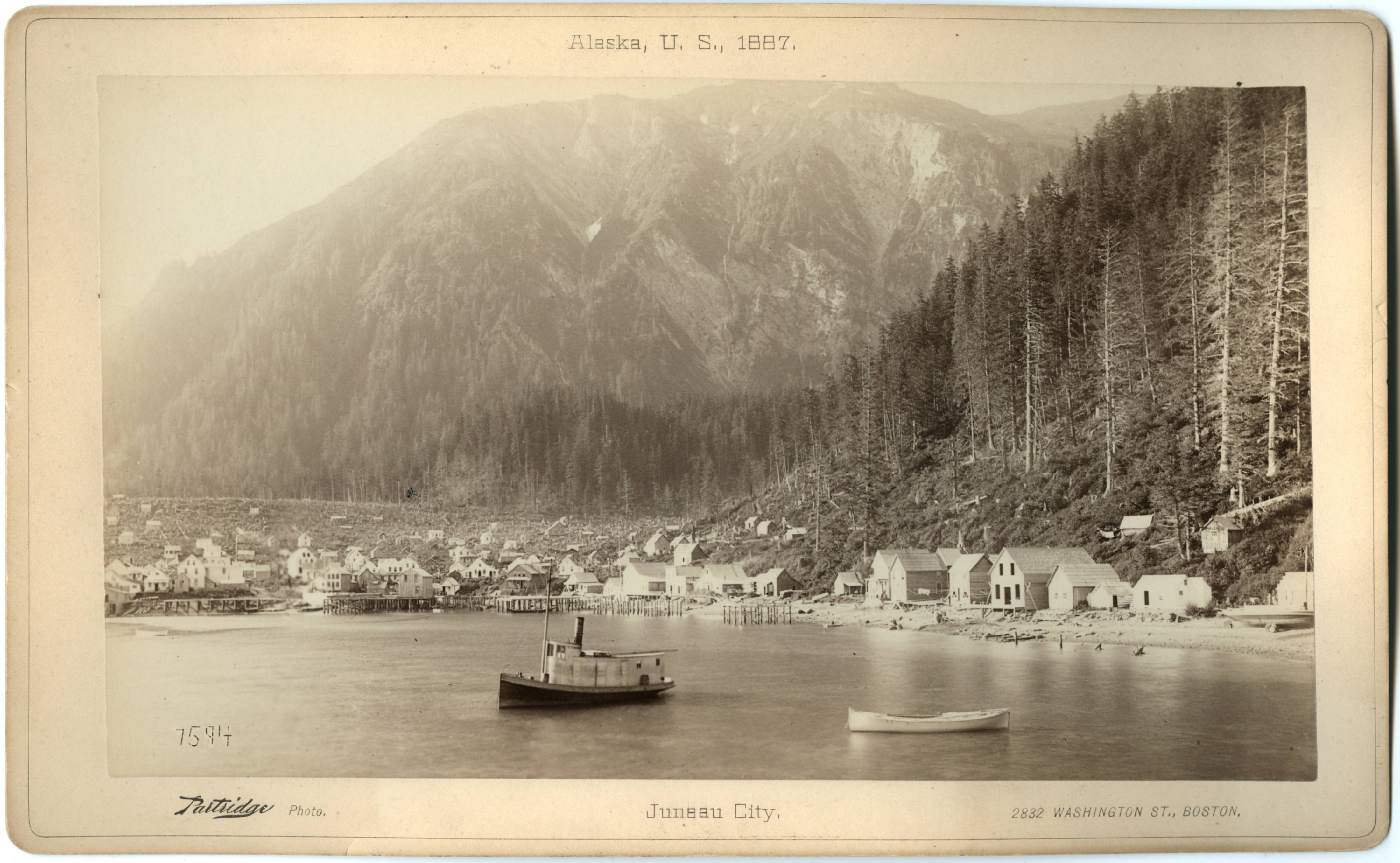
Джуно, 1887 год

18 октября 1880 года члены экспедиции разметили место для лагеря старателей, около которого вскоре появился рудник. В течение года лагерь превратился в небольшой город – первый город, появившийся на Аляске после её включения в состав США.
Город изначально назывался Харрисберг, по имени Ричарда Харриса, но спустя некоторое время его название было изменено на Рокуэлл, по имени лейтенанта Чарльза Рокуэлла. В 1881 году шахтёры переименовали город в Джуно, в честь Джо Джуно. В 1906 году после упадка китобойного и мехового промысла Ситка, административный центр Округа Аляска в то время, потеряла своё прежнее значение и испытала сильный отток жителей, в связи с чем администрация округа переехала в Джуно. Джуно являлся крупнейшим городом на Аляске в период между двумя мировыми войнами.
В 1911 году было запланировано строительство новых административных зданий в городе. Из-за Первой мировой войны строительство было отложено, начавшись только 8 сентября 1929 года. Строительство столицы заняло менее двух лет, и было окончено 14 февраля 1931 года. После получения Аляской статуса штата в 1959 году Джуно стал её столицей, что привело к дальнейшему росту численности горожан.
В Аляске проходило несколько референдумов по поводу переноса столицы, но Джуно остаётся центром и сегодня.
Город получил новый толчок к развитию после постройки Трансаляскинского нефтепровода в 1977 году, но этот рост значительно замедлился в 1980-х годах.
Джуно по-прежнему остается единственной американской столицей штата, находящейся на государственной границе. Он также является столицей американского штата, тезка которого сравнительно недавно был жив: Джо Джуно умер в 1899 году, через год после Отто фон Бисмарка (Бисмарк, столица Северной Дакоты).

## География и климат

### Географические сведения

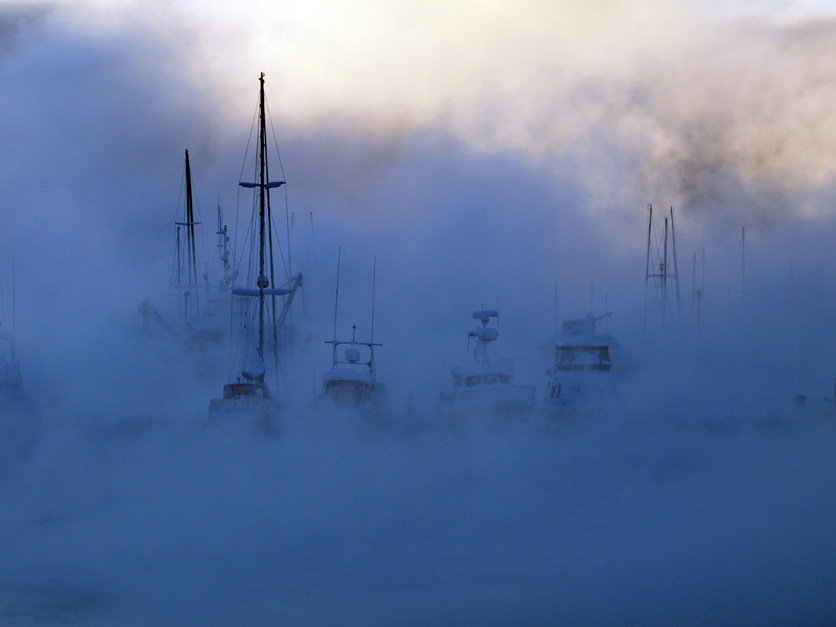
Порт Джуно в сильный туман

Город находится на юго-востоке штата между проливом Гастино (архипелаг Александра) и склонами горы Джуно Берегового хребта, в зоне тайги. Под управлением городских властей находится территория в 8430 км², что формально делает Джуно крупнейшей по территории столицей штатов США (и одновременно столицей с самой низкой плотностью населения, 4,4 чел/км²). В реальности 99 % «территории города» представляет собой поросшие тайгой горы без какого-либо населения и следов цивилизации. В состав города также входит остров Дугласа, соединённый с материком автомобильно-пешеходным мостом.
На востоке Джуно граничит с канадской провинцией Британская Колумбия, являясь единственной столицей штата, граничащей с другим государством.

### Климат
Джуно находится в зоне влажного умеренно континентального климата (Dfb согласно классификации климата Кёппена), однако климат города значительно мягче, чем можно предположить по его широте, в связи с влиянием Тихого океана, так что климат города скорее можно назвать переходным между умеренно континентальным, морским и субарктическим. Зимы влажные и длинные, но не очень холодные: температура снижается до −6,0 °С в январе и может часто подниматься выше нуля. Весна, лето, и осень прохладные, средний максимум температуры июля 18,0 °С. Снег идет главным образом с ноября по март и в среднем его выпадает 213 см. Весенние месяцы обычно сравнительно сухие, а сентябрь и октябрь очень влажные.
| Показатель                    | Янв. | Фев.  | Март  | Апр.  | Май  | Июнь | Июль | Авг. | Сен. | Окт.  | Нояб. | Дек.  | Год   |
| ----------------------------- | ---- | ----- | ----- | ----- | ---- | ---- | ---- | ---- | ---- | ----- | ----- | ----- | ----- |
| Абсолютный максимум, °C       | 13,8 | 13,8  | 16,1  | 23,3  | 27,7 | 30,5 | 32,4 | 31,5 | 26,4 | 20,0  | 17,7  | 15,0  | 32,4  |
| Средний суточный максимум, °C | 0,4  | 1,7   | 4,2   | 9,1   | 13,6 | 16,7 | 17,7 | 17,0 | 13,1 | 8,3   | 3,3   | 1,1   | 8,8   |
| Средняя температура, °C       | −2,1 | −1    | 1,0   | 4,8   | 9,1  | 12,5 | 13,8 | 13,2 | 10,0 | 5,7   | 1,0   | −1,2  | 5,6   |
| Средний суточный минимум, °C  | −4,6 | −3,9  | −2,2  | 0,6   | 4,7  | 8,2  | 9,9  | 9,4  | 6,8  | 3,2   | −1,3  | −3,6  | 2,2   |
| Абсолютный минимум, °C        | −30  | −31,2 | −26,1 | −14,4 | −3,8 | −0,5 | 2,0  | −2,7 | −5   | −11,6 | −20,5 | −29,4 | −31,2 |
| Норма осадков, мм             | 135  | 105   | 96    | 74    | 86   | 82   | 116  | 145  | 221  | 218   | 156   | 148   | 1587  |
| Источник: NWS                 |      |       |       |       |      |      |      |      |      |       |       |       |       |

## Население
По данным переписи 2010 года в Джуно проживало 31 275 человек, имелось 11 501 домохозяйство и 7600 семей.
Расовый состав населения:
- белые — 67,4 (в 1980 — 83,2 %)
- индейцы — 11,8 %
- азиаты — 6,1 %
- латиноамериканцы — 5,1 %
- афроамериканцы — 0,9 %

Имеются филиппинская (4,5 %) и мексиканская общины.
Среднегодовой доход на душу населения составлял 26 719 долларов США (данные 2000 года). Средний возраст горожан — 35 лет. Уровень преступности выше среднего по США, но ниже среднего по Аляске.

## Экономика
Как и в большинстве столиц американских штатов, основным в экономике Джуно является сектор государственного управления (включая образовательные и медицинские учреждения государственного и муниципального подчинения). Органы власти штата Аляска являются работодателями для 25% экономически активного населения.

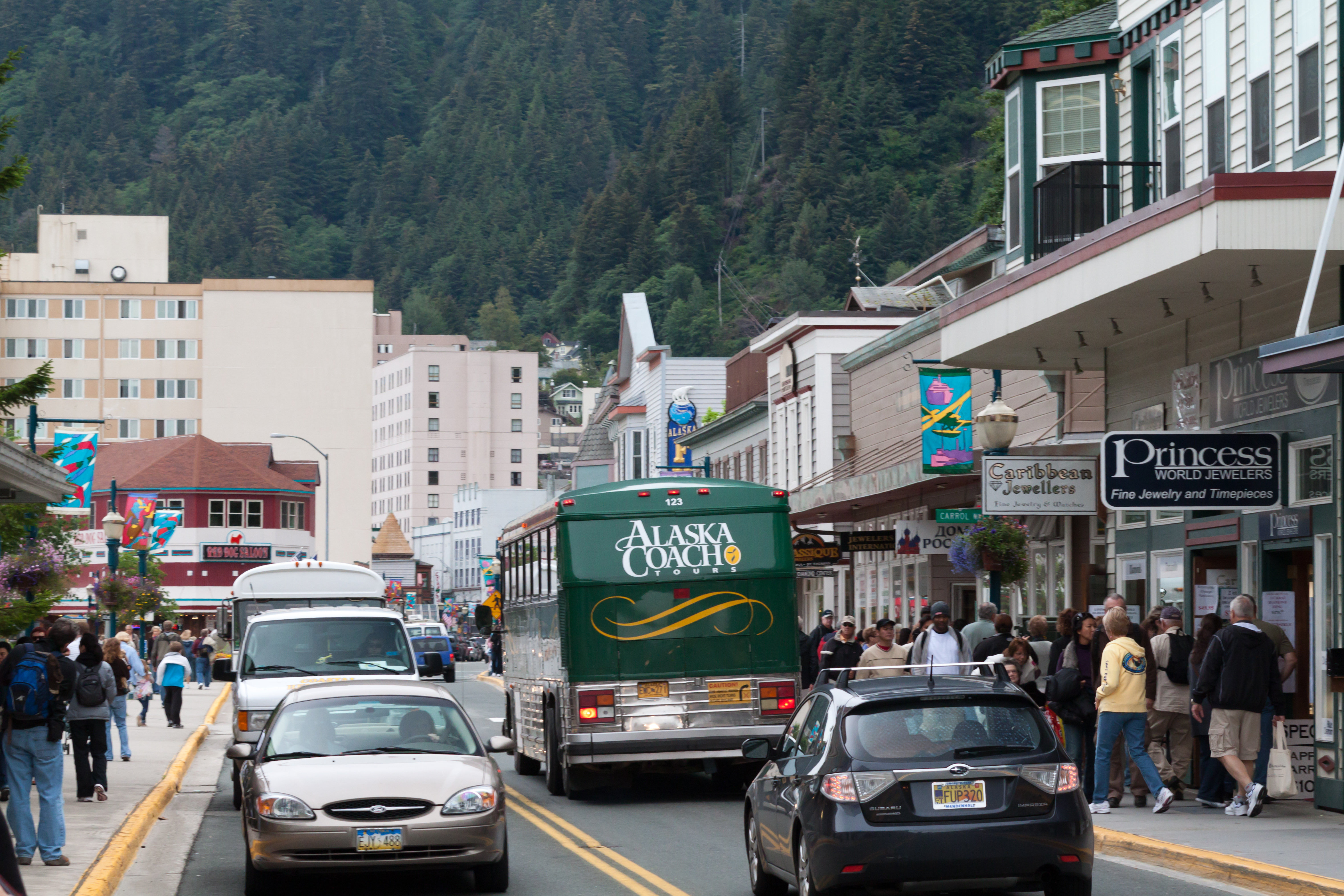
Туристы в центре города

Второй по значимости отраслью экономики является туризм. Круизные суда заходят в порт Джуно с мая по сентябрь. Несмотря на существенный доход, приносимый городу туристами, многие горожане недовольны туристическим бумом последних лет, считая, что толпы туристов разрушают привычный уклад жизни Джуно.
Рыболовство, несколько утратив своё значение по сравнению с первой половиной XX века, продолжает играть немаловажную роль в городской экономике. По данным Национальной морской рыболовной службы США (National Marine Fisheries Service), Джуно находится на 49 месте среди портов США по объёму и на 45 месте по стоимости улова.
Также значимую роль в экономике города играют добыча полезных ископаемых и субсидируемое федеральным правительством строительство автодорог.

## Транспорт

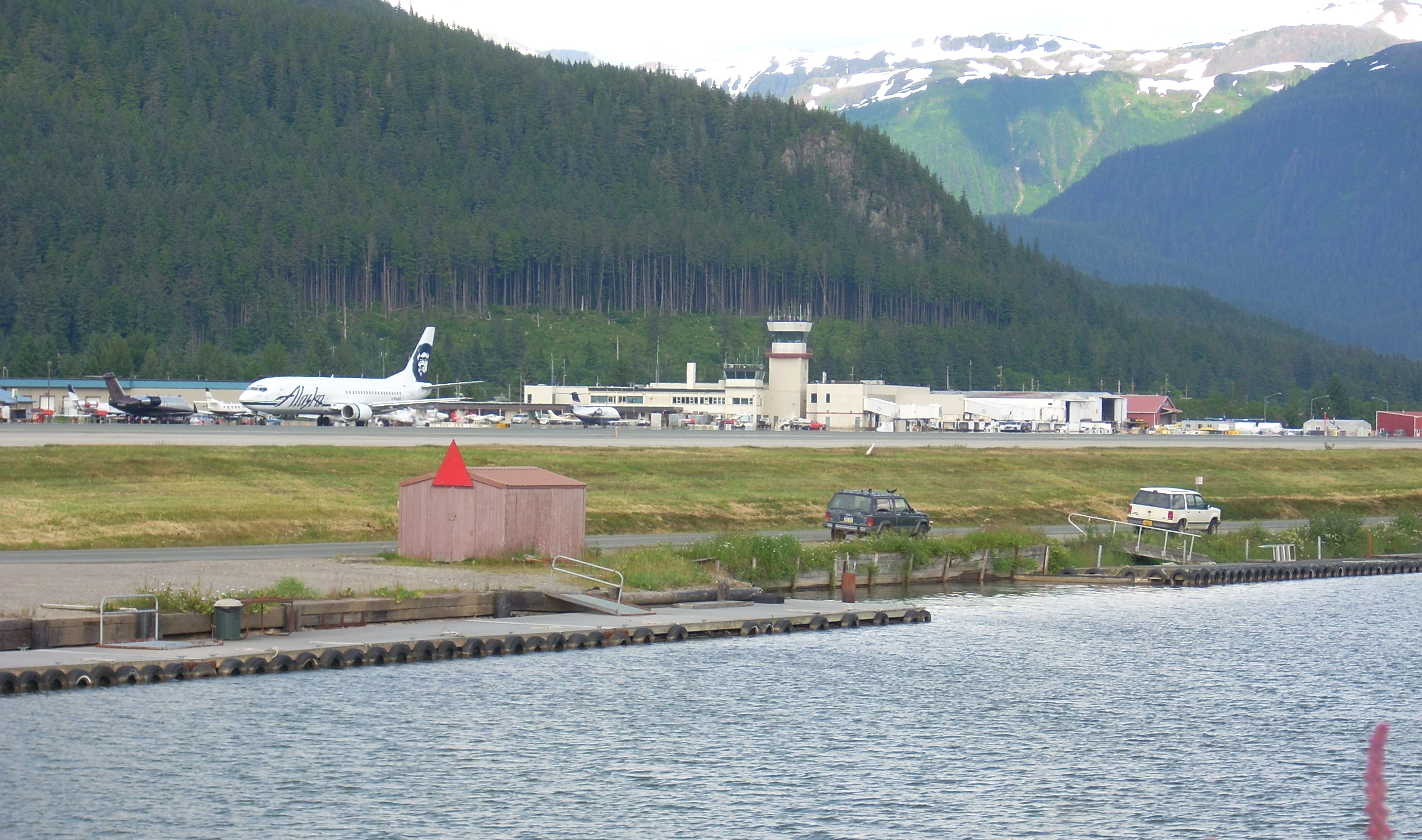
Международный аэропорт «Джуно»

Основной путь сообщения с «большой землей» для горожан — воздушный. Аэропорт Джуно (IATA: JNU, ICAO: PAJN), расположенный в 11 км к северо-западу от центра города, обслуживает регулярные пассажирские рейсы в Сиэтл, Анкоридж и Ситку, а также в небольшие населённые пункты юго-восточной Аляски. Пассажирооборот — около 600 000 человек в год.
Морской транспорт также крайне важен для города. Управляемая штатом Аляска система морских паромов Alaska Marine Highway System обеспечивает доступ к континентальной дорожной сети множеству небольших городков от Алеутских островов до Британской Колумбии. С мая по сентябрь в порт Джуно заходит множество круизных судов.
Джуно является одной из четырёх столиц американских штатов, через которые не проходит ни одно межштатное шоссе. Но, в отличие от Довера, Пирра и Джефферсон-Сити, Джуно вообще не имеет прямого выхода к континентальной дорожной сети, имеющиеся дороги соединяют город только с его окрестностями. Выехать из Джуно в большинство городов штата возможно лишь через Канаду.
Общественный транспорт представлен тремя автобусными маршрутами (два ежедневных и один по выходным) под управлением организации Capital Transit System.

## Достопримечательности
- Национальный лес Тонгасс

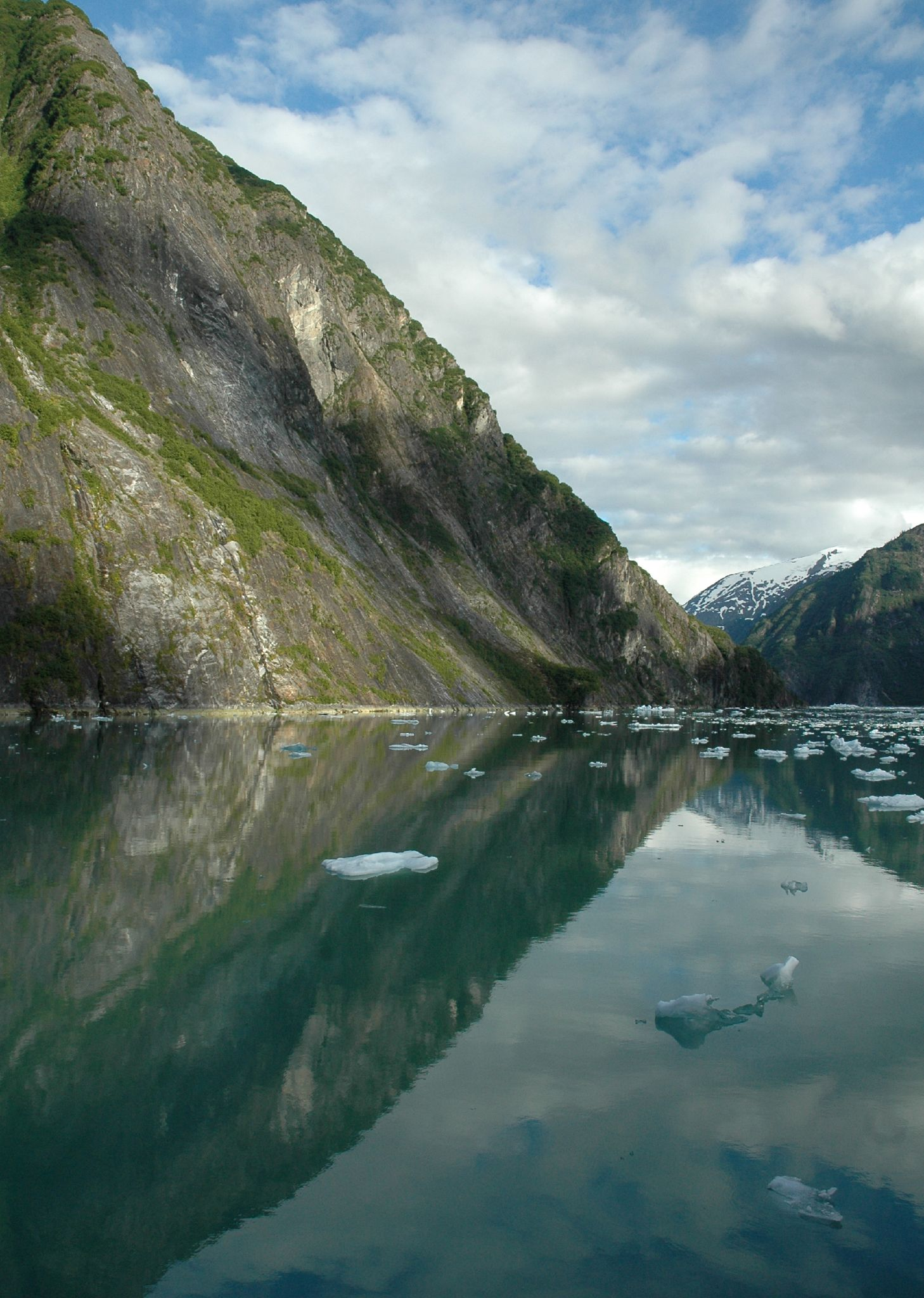
Фьорд Трейси-Арм.

- Национальный парк Admiralty Island National Monument
- Фьорд Tracy Arm
- Ледник Менденхолл
- Музей истории Аляски.
- Церковь Св. Николая (1894) — русская православная церковь. Русской церковь называется по традиции. Среди прихожан русских нет, служба идёт на английском языке.

Также в окрестностях Джуно расположено множество живописных ледников, гор и ущелий, привлекающих каждый год десятки тысяч любителей пеших походов.

## Города-побратимы
Города-побратимы Джуно:
- Канада: Уайтхорс (Территория Юкон)
- Россия: Владивосток
- Филиппины: Калибо
- Китайская Республика: Цзяи
- Китай: Мишань